# توانایی نظامی
توانایی نظامی (انگلیسی: Military capability) به توانایی دستیابی به اثر مطلوب توسط یک سازمان نظامی در یک محیط عملیاتی خاص گفته می‌شود. این توانایی توسط سه عامل وابسته به یکدیگر تعریف می‌شود، که شامل: آمادگی رزمی، قابلیت پایداری و ساختار نیرو می‌باشد.